# ネウイミン第3彗星
ネウイミン第3彗星（ネウイミンだい3すいせい）としても知られる42P/Neujminは、太陽系の周期彗星である。
この彗星とファン・ビースブルック彗星は、1845年3月に分裂した親彗星の片割れである。
この彗星は20世紀にはどの惑星にも1天文単位の所まで近付くことはなかったが、2036年7月17日に小惑星ベスタから0.04天文単位の所を通過する。
核は直径約2.2キロメートルである。